# Sönam Choklang
Sönam Choklang (1438–1505) était un religieux bouddhiste tibétain. Il a été reconnu de façon posthume comme 2e panchen-lama. Dans ses visions, le 5e dalaï-lama, Lobsang Gyatso, l’a reconnu rétrospectivement comme l’une des incarnations précédentes du 4e panchen-lama, Lobsang Chökyi Gyaltsen.